# Big Mike
Luís Henrique Nascimento da Silva (nascido em Canavieiras, município da Bahia, criado em São Paulo), mais conhecido pelo seu nome artístico Big Mike ou Bigão, é um rapper e compositor brasileiro.
Além disso, Bigão é atleta profissional de freestyle do Corinthians. Sua trajetória faz parte da história do Duelo de MCs. Big Mike é considerado um filho das Batalhas de Rap, especialmente da Batalha da Aldeia que acontece em Barueri, onde já venceu dezenas de vezes. Sua performance nos palcos ganhou um certo reconhecimento no Brasil afora e seu talento lhe garantiu, entre outras conquistas, o título de campeão do Duelo de MCs Nacional, em 2022.

## Biografia
Bigão é morador de Cotia, e tinha 15 anos quando se mudou para Itanhaém, município da Baixada Santista, e conheceu as Batalhas de Rap.
Naquela época fazia sucesso a Batalha do Tanque, considerado o maior evento cultural de rua de São Gonçalo, no Rio de Janeiro. Por meio dos amigos de escola, os duelos de rimas realizados na cidade fluminense chegaram ao conhecimento do adolescente, que logo se interessou por aquele evento, até então completamente distante de sua realidade.
Em 2018, teve a primeira oportunidade de participar do Duelo de MCs, mas acabou perdendo na última seletiva. Sempre acreditando, foi participando de outras batalhas, em destaque na Batalha da Aldeia, onde é o segundo maior vencedor, ficando somente atrás de Kant. 
Em 2021, Big Mike foi campeão da BDA 5 ANOS, a 5° edição do aniversário da Batalha da Aldeia, junto com Jotapê e Apollo, vencendo o round decisivo da semifinal contra o MCharles, e ganhando a final de Kant, Krawk e Bask. Semanas depois, foi campeão da edição especial de duplas do Mar de Monstros com o Zuluzão, ganhando de Dudu e Chris na final.
Em 2022, outra oportunidade de participar do Duelo de MCs. Dessa vez, se consagrou campeão após vencer cinco batalhas. O último duelo da noite foi contra outro MC de São Paulo, Youngui. Bigão ganhou o prêmio de R$ 20 mil em dinheiro e R$ 40 mil para investir no lançamento do seu primeiro álbum. Também ganhou a Seletiva da FMS em Salvador, contra o Kant na final.
Em 2023, Big Mike, foi campeão da BDA 7 ANOS junto com Jotapê e Neo BXD, ganhando a final de Guri, Barreto e Noventa. Foi importante durante todo o evento, e venceu o round decisivo da final contra o Barreto.
Em 2024, Big Mike foi campeão da Final Nacional do Red Bull Francamente em outubro, ganhando a final contra o Tonhão. Em novembro, Big Mike foi campeão da BDN VALHALLA, o evento de quartetos organizado pela Batalha da Norte. Como capitão, liderou seu time, formado por Kant, Salvador e Apollo. Mostrando desempenho impecável, Big Mike não perdeu nenhum round individual durante o torneio. Ainda em novembro, foi campeão da batalha organizada pelo Festival Sons da Rua, vencendo o Bask na final.
No dia 20 de novembro, Big Mike foi anunciado pelo Corinthians como atleta profissional de freestyle do time de e-sports da instituição, junto com Jotapê, Bask e Magrão. Junto com o Bask, Big Mike foi campeão da Edição 264 da Batalha do Ana Rosa, e trouxeram o primeiro título para a instituição desde o anúncio oficial. E vai representar o Corinthians nos eventos grandes de 2025, junto com seus companheiros de time.
Em dezembro de 2024, no evento de premiação anual da Batalha da Aldeia, a BDA AWARDS, Big Mike ganhou o prêmio de Fatality do Ano. A rima foi feita na Edição 366 de duplas da Batalha da Aldeia, contra JayA Luuck e Brennuz. Big Mike foi campeão da edição junto com o Prado, vencendo de Neo BXD e Salvador na final.

## Títulos[8]
- Campeão do Duelo de MCs Nacional 2022; [5]

- Campeão da Seletiva Estadual de São Paulo (2018 e 2022);
- 26X Campeão da Batalha da Aldeia;

- Campeão da BDA Anos (2021 e 2023);[4][6]

- Campeão da Seletiva Regional CPBMC - Metropolitana 5 (2022);

- Campeão da Etapa FMS Salvador;

- Campeão do Mar de Monstros 2021;

- Campeão da BDN 100

- Campeão do Red Bull FrancaMente 2024;[1]

- Campeão da Batalha da Norte VALHALLA;

- Festival Sons da Rua (2024)
- Batalha de MC’s no Último Baile do Sintonia (2025)

Prêmios individuais
- Fatality do ano BDA AWARDS (2024)[7]